# Micropeza
Micropeza är ett släkte av tvåvingar. Micropeza ingår i familjen skridflugor.

## Bildgalleri

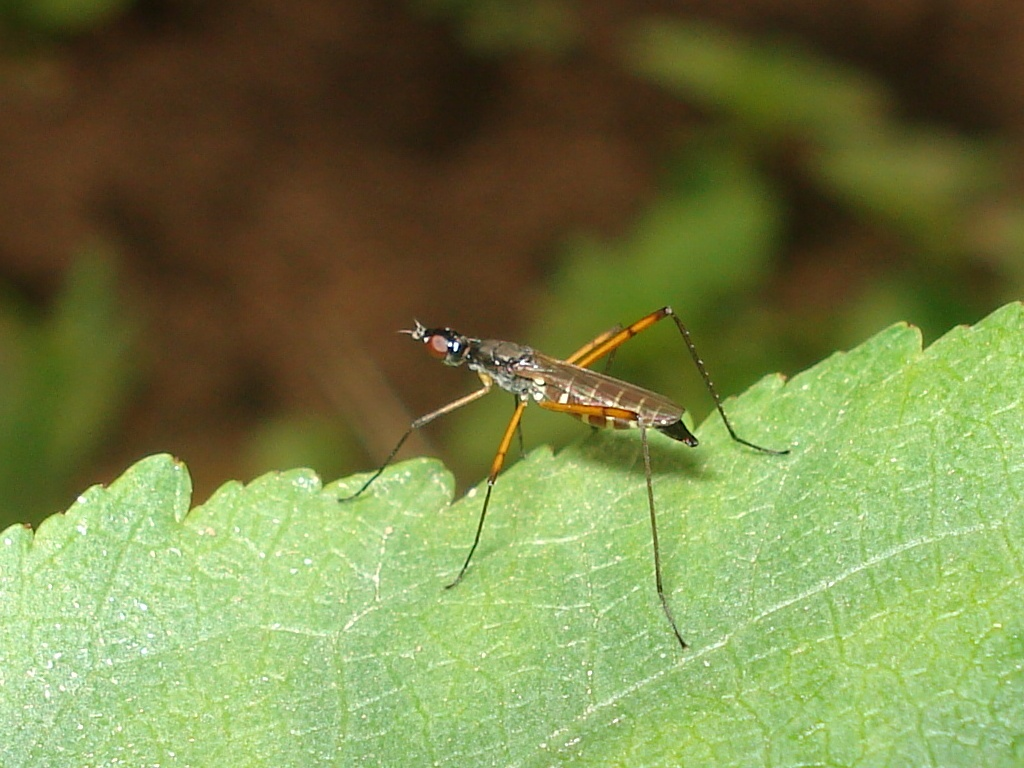
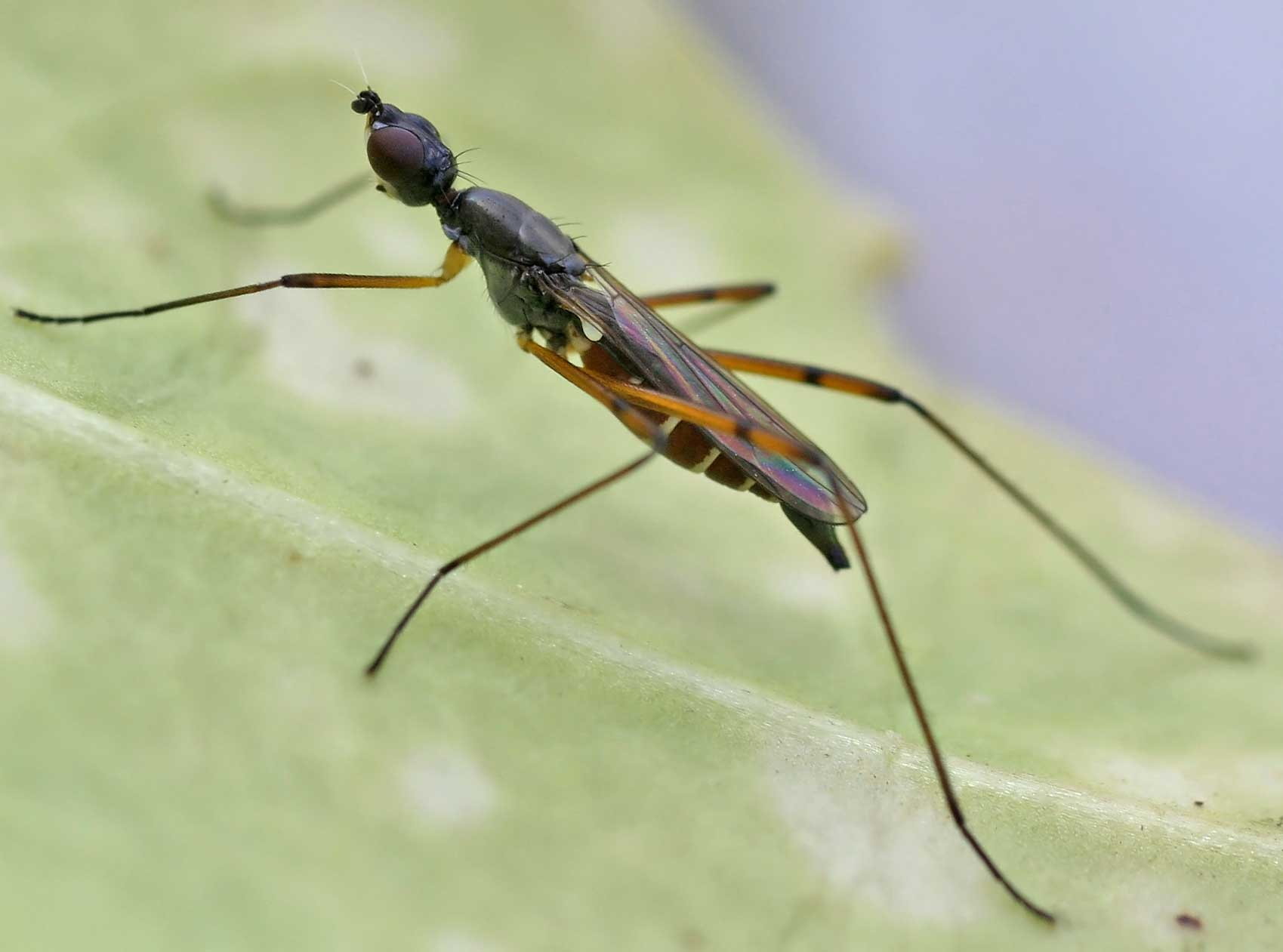
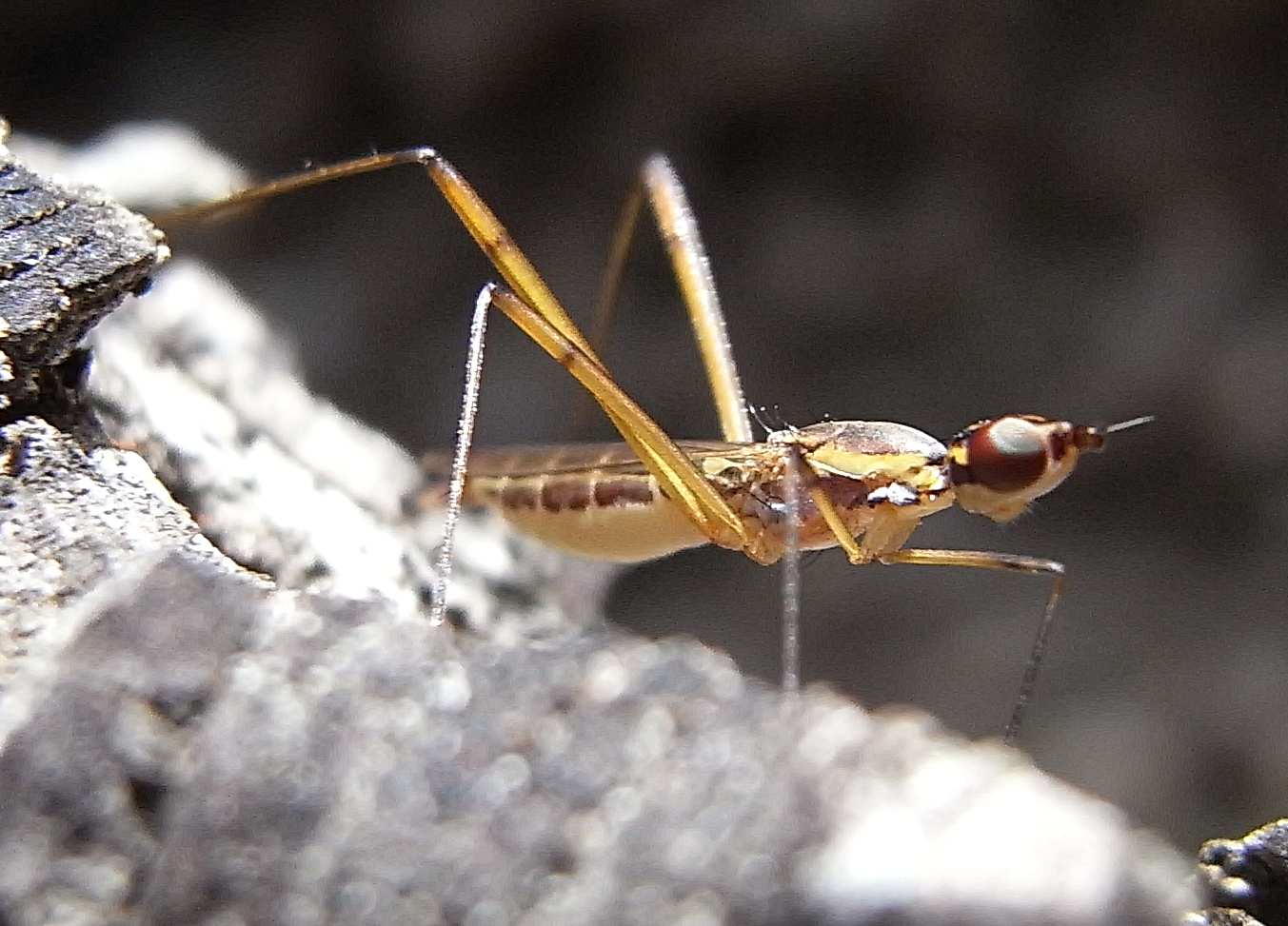

## Dottertaxa tillMicropeza, i alfabetisk ordning[1][2]
- Micropeza abnormis
- Micropeza afghanistanica
- Micropeza albiseta
- Micropeza ambigua
- Micropeza angustipennis
- Micropeza annulata
- Micropeza annulipes
- Micropeza annuliventris
- Micropeza appendiculata
- Micropeza argentiniensis
- Micropeza armipennis
- Micropeza atra
- Micropeza atripes
- Micropeza atriseta
- Micropeza biannulata
- Micropeza bilineata
- Micropeza bisetosa
- Micropeza bogotana
- Micropeza brasiliensis
- Micropeza brevipennis
- Micropeza breviradialis
- Micropeza californica
- Micropeza chillcotti
- Micropeza cinerosa
- Micropeza cingulata
- Micropeza columbiana
- Micropeza compar
- Micropeza corrigiolata
- Micropeza distenta
- Micropeza distincta
- Micropeza divisa
- Micropeza dorsalis
- Micropeza flava
- Micropeza forficuloides
- Micropeza grallatrix
- Micropeza hispanica
- Micropeza incisa
- Micropeza kawalli
- Micropeza lateralis
- Micropeza lilloi
- Micropeza limbata
- Micropeza lineata
- Micropeza littoralis
- Micropeza luteiventris
- Micropeza maculiceps
- Micropeza maculidorsum
- Micropeza marginata
- Micropeza mongolica
- Micropeza nigra
- Micropeza nigricornis
- Micropeza nigrina
- Micropeza nitidicollis
- Micropeza nitidor
- Micropeza obscura
- Micropeza pallens
- Micropeza pectoralis
- Micropeza peruana
- Micropeza pilifemur
- Micropeza planula
- Micropeza producta
- Micropeza reconditus
- Micropeza recta
- Micropeza reuniens
- Micropeza ruficeps
- Micropeza sagittifer
- Micropeza setaventris
- Micropeza similis
- Micropeza simulans
- Micropeza soosi
- Micropeza stigmatica
- Micropeza subrecta
- Micropeza sufflava
- Micropeza tabernilla
- Micropeza tarsalis
- Micropeza texana
- Micropeza thoracicum
- Micropeza tibetana
- Micropeza triannulata
- Micropeza turcana
- Micropeza unca
- Micropeza ventralis
- Micropeza verticalis